# Hugo Nathhorst
Edvard Hugo Nathhorst, född 27 mars 1832 i Adelövs socken, Jönköpings län, död 27 februari 1915 i Göteborg, var en svensk järnvägsingenjör.
Nathhorst blev elev vid Teknologiska institutet i Stockholm 1850 och avlade avgångsexamen 1852. Han var nivellör vid Köping–Hults Järnväg 1853, kontrollerande ingenjör vid Nora–Ervalla Järnväg samma år, underlöjtnant vid Flottans mekaniska kår 1855, avdelningschef vid Statens järnvägsbyggnader 1856, blev löjtnant 1859, kapten 1862 och erhöll avsked med majors namn, heder och värdighet 1876. Han var bandirektör vid Statens Järnvägars tredje trafikdistrikt i Malmö 1873–1903. Han tillhörde Malmö stadsfullmäktige. Hugo Nathhorst är begravd på Sankt Pauli mellersta kyrkogård i Malmö.